# Елисавета Ярославна
Елисавета Ярославна (на норвежки: Ellisif или Elisabeth; * 1025; † ок. 1067) е киевска княгиня и кралица на Норвегия, съпруга на крал Харалд III.

## Биография
Родена е през 1025 г. в Киев. Тя е втора дъщеря и четвърто дете на киевския княз Ярослав Мъдри и Ингегерд Шведска. Елисавета Ярославна е по-голяма сестра на френската кралица Анна Ярославна и по-малка сестра на унгарската кралица Анастасия Ярославна.
През зимата на 1043 – 1044 г. в Киев Елисавета се омъжва за Харалд Сигурдсон, норвежки принц в изгнание, който по това време е на служба при киевския княз Ярослав Мъдри. Елисавета ражда на Харалд две дъщери: Мария и Ингегерд.
През 1045 г. Харалд Сигурдсон се връща в Норвегия със значителни финансови средства и военни сили и племенникът му Магнус I е принуден да го признае за съвладетел. Заедно с Харалд в Норвегия пристига и Елисавета Ярославна.
Харалд посвещава следващите 16 години на опити да подчини Дания, отстранявайки от трона Свен II. През 1047, по време на битка с датчаните, крал Магнус I е убит и Харалд III става самостоятелен владетел на Норвегия. През 1048 Харалд си взима втора жена, Тора Торбергсдоттер, която му ражда двама сина.
През 1066 г. Харалд предявява претенции към трона на Англия и с помощта на графа на Нортумбрия, Тостиг, дебаркира в североизточната част на страната. След първоначалния успех в битката при Фулфърд, норвежките войски са разгромени от крал Харолд II в битката при Стамфорд Бридж, в която загива и Харалд III.
Според преданието Елисавета и дъщерите ѝ придружавали Харалд в Англия. Там според преданието умира едната дъщеря на Елисавета – Мария. След смъртта на Харалд Елисавета и Ингегерд се завърнали в Норвегия. Съдбата на Елисавета по-нататък е неизвестна. Не се знае и точната година на смъртта ѝ. Предполага се, че е починала около 1067 г. Дъщеря ѝ Ингегерд се омъжва за краля на Дания, Олаф Свенсон, и става кралица на Дания.